# Торховское городище
То́рховское городище — древнерусское городище XII—XVI веков в 10 км от Тулы, расположенное к северо-востоку от посёлка Торхово и являющееся кандидатом на первоначальное место расположения Тулы. Изучается с 1991 года Тульской археологической экспедицией.

## Характеристика
Остатки детинца площадью 1 га  возвышаются на мысу, образованном в месте впадения ручья Глядежка в речку Синетулица. Площадка городища размерами 110х75 м окружена земляным валом высотой до 5 м, которые остался как основа деревянно-земляных укреплений. Наиболее мощные двойные валы прослеживаются с напольной стороны, где нет защиты реки и ручья. Именно там находился и въезд в детинец. Рядом с городищем с напольной стороны обнаружен торгово-ремесленный посад площадью более 70 га. Также локализованы три кладбища, которые косвенно свидетельствуют о том, что на этом месте было как минимум три церкви. Археологические данные позволяют говорить, что здесь было большое городское поселение. Рядом с Торховским городищем находятся остатки плотины первого в России железоделательного завода, который был построен в XVII веке голландским купцом Виниусом.

## История
Территория заселялась неоднократно, начиная с рубежа эр, выделены слои типа Ново-Клеймёново и мощинской культуры. Начало существования древнерусского города следует связывать с рязанским заселением в конце XII века. Наибольшего расцвета город достиг в XIV веке, упоминается в договорах Москвы и Рязани с 1381 года. Его история прерывается в XVI веке, когда на левом берегу Упы был построен нынешний Тульский кремль.